# Luca Marenzio
Luca Marenzio   (Coccaglio, 18 d'octubre de 1553 - Roma, 22 d'agost de 1599) fou un compositor i madrigalista italià del renaixement tardà, un dels que van adquirir més renom a la seva època per la composició de madrigals, abans de la transformació estilística que -ja en el Barroc - els va imprimir Monteverdi.

## Biografia
Descendent d'una família humil, fou recollit per un sacerdot que li ensenyà els primers passos de la música, sent després deixeble de Giovanni Contini, mestre de capella de Brescia, i un dels músics italians més instruïts d'aquella època.
Després d'això, va passar diversos anys a Màntua i finalment es va mudar a Roma, on va treballar com a cantant pel cardenal Cristòfor Madruzzo fins a 1578. Després de la mort del cardenal, va servir en la cort de Lluís d'Este, moment en què comença a obtenir reputació com a compositor.
Al voltant de 1581 s'havia tornat immensament popular: la freqüència en què les seves obres eren reimpreses era molt elevada, incrementant-se així mateix l'aparició dels seus madrigals en antologies.
El 1587 viatja a Florència, on entra al servei de Ferran I de Mèdici, gran duc de Toscana, per dos anys. El 1589 torna a Roma, on passa gairebé tota la resta de la seva vida, exceptuant un viatge a Polònia de 1596 a 1597, on va servir en la cort de Segimon II August a Varsòvia, a petició de Asprilio Pacelli. Segons fonts de l'època, el viatge a Polònia va arruïnar la seva salut, i Marenzio mor a Roma en 1599, poc després del seu retorn des d'aquell país. Altres fonts diuen que la seva mort fou conseqüència dels obstacles que s'oposaven al seu matrimoni amb una neboda del cardenal Aldobrandini (després papa, Climent VIII), a la que estimava amb bogeria

## Música
Marenzio és considerat amb raó com un dels més grans compositors del segle xvi, i els seus contemporanis l'anomenaven il dolce cigno, divino compositore, etc. El seu mèrit consisteix tant en la perfecció de la forma i puresa d'estil com en l'expressió tendra i graciosa, i en l'agosarament de l'harmonia, sent un dels primers que introduí el cromatisme i els accidents fora de la clau per a obtenir una més rica i fàcil modulació.
Es distingí principalment en els madrigals, dels que en deixà nou llibres a cinc veus, impresos moltes vegades junts i per separat (ed. completa, Anvers, 1593); sis llibres de madrigals a sis veus, que han estat també objecte de nombroses edicions; Madrigali a quattro voci (Venècia, 1592-1608), Madrigali spirituali (1584), motets de quatre fins a 12 veus; Completes i antífones á sis veus (1595), Villanelle ed arie allà Napoletana á 3 voci (1610), etc.
Marenzio va publicar almenys quinze col·leccions de música, la majoria madrigals, però també canzonettas i villanellas.
Es coneixen actualment prop de 500 composicions de la seva autoria. Totes ofereixen una creixent serietat a través de la seva vida, però en totes les seves èpoques de compositor va ser capaç d'incloure els més meravellosos temes en una composició, de vegades amb una simple frase. La seva música rarament resulta mal articulada, ja que segueix acuradament els textos dels poemes que es canten.
En la seva última dècada va escriure obres no ja series, sinó gairebé ombrívoles, però va experimentar amb el cromatisme d'una manera estupenda manera només superada per Gesualdo.
En un dels seus madrigals, modula completament al voltant de les cinquenes en una només frase, usant notes enharmòniques entre veus (per exemple Do sostingut i Re bemoll al mateix temps), impossibles de cantar sense optar per una aproximació a una afinación equivalent.

esquerraMadrigal O voi che sospirate a miglior note, compassos 35-41, en una modulació a través del cercle de quintes complet.

Una altra característica del seu estil, i que defineix el gènere del, és el seu ús del "figuralisme", tècnica per la qual es reflecteix en la música una paraula, frase o les seves implicacions.
Aquesta tècnica va ser molt utilitzada pel seu efecte dramàtic i emocional, que no pot passar desapercebuda per a l'oient.

## Influència
Marenzio va influir fortament sobre els compositors italians, així com en la resta d'Europa.
Com a exemple, quan Nicholas Yonge va publicar el 1588 el seu llibre de "Música transalpina", a Anglaterra, primera col·lecció de madrigals editada en aquell país, les obres de Marenzio ocupaven més de mitja col·lecció.

## Treballs
Madrigals
Lliuro IX (Il Nono Lliuro de Madrigali), a 5 Veus (1599), Venècia (Imprès per Angelo Gardano)
1. Così Nel Mio Parlar (Texto: Dante Alighieri de "Rime")
2. Amor, I’ Ho (Texto: F. Petrarca de "Canzoniere")
3. Dura Legge D'Amor (Texto: F. Petrarca de "Triumphus Cupidinis")
4. Chiaro Segno Amor Pose (Texto: F. Petrarca de "Canzoniere")
5. Se Sì Alto Pon Gir (Texto: F. Petrarca de "Canzoniere")
6. L'Aura Che’l Verde Lauro (Texto: F. Petrarca de "Canzoniere")
7. Il Vago e Bell'Armillo (Texto: L. Celiano de "Rime")
8. Solo e Pensoso (Texto: F. Petrarca de "Canzoniere")
9. Vivo In Guerra (Texto: A. Ongaro de "Scelta di Rime")
10. Fiume Ch’a L'Onde (Texto: A. Ongaro de "Scelta di Rime")
11. Parto o Non Parto? (Texto: Giovanni Battista Guarini de "Rime")
12. Credete Voi Ch’i’ Viva (Texto: Giovanni Battista Guarini de "Rime")
13. Crudele, Acerba (Texto: F Petrarca de "Canzoniere")
14. La Bella Man Vi Stringo (Texto: B. Guarini de "Rime")

## Enregistraments
Luca Marenzio: Il Nono Libro de Madrigali [Glossa GCD 920906]. La Venexiana, Claudio Cavina (Dir.). Glossa Music, 1999.